# Autafond
Autafond (toponimo francese) è una frazione di 71 abitanti del comune svizzero di Belfaux, nel Canton Friburgo (distretto della Sarine).

## Storia

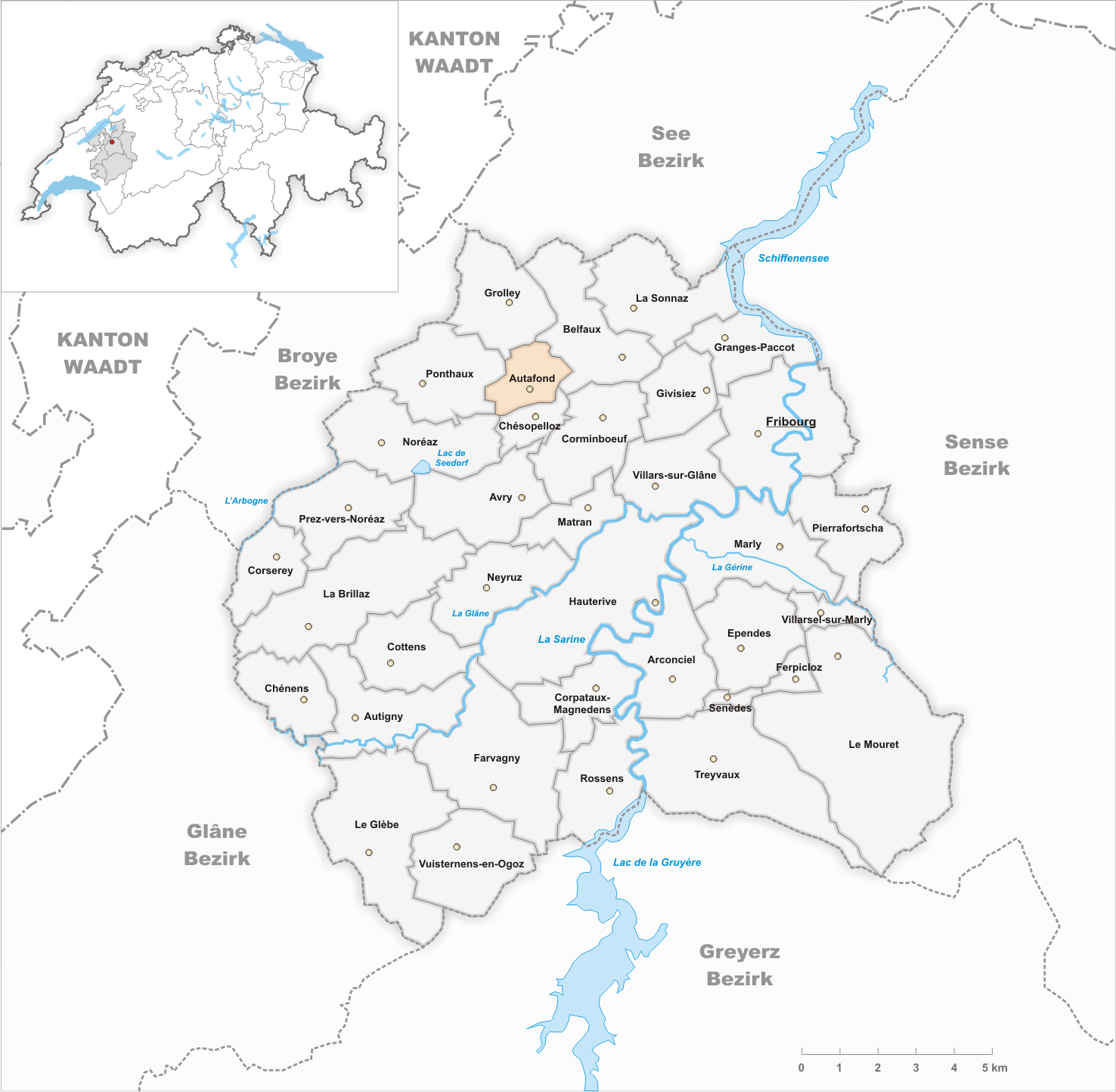
Il territorio del comune di Autafond prima degli accorpamenti comunali del 2016

Già comune autonomo che si estendeva per 2,43 km² e che comprendeva anche la frazione di Chenaleyres, il 1° gennaio 2016 è stato accorpato a Belfaux.

## Monumenti e luoghi d'interesse
- Tenuta di Chenaleyres, eretta nel 1716 da Joseph Rossier[1].

## Società

### Evoluzione demografica
L'evoluzione demografica è riportata nella seguente tabella:
Abitanti censiti

## Amministrazione
Ogni famiglia originaria del luogo fa parte del comune patriziale che ha la responsabilità della manutenzione di ogni bene comune.